# Tuk Vojni
Tuk Vojni – wieś w Chorwacji, w żupanii primorsko-gorskiej, w gminie Mrkopalj. W 2011 roku liczyła 28 mieszkańców.